# Jan-Svensamössan
Jan-Svensamössan este o arie protejată (arie specială de conservare — SAC, sit de importanță comunitară — SCI) din Suedia întinsă pe o suprafață de 91,8 ha, integral pe uscat.

## Localizare
Centrul sitului Jan-Svensamössan este situat la coordonatele 65°36′51″N 18°33′59″E / 65.6142°N 18.5663°E.

## Înființare
Situl Jan-Svensamössan a fost declarat sit de importanță comunitară în decembrie 1995 pentru a proteja un număr necunoscut de specii din flora spontană și fauna sălbatică aflate în arealul zonei. Situl a fost protejat și ca arie specială de conservare în martie 2011.

## Biodiversitate
Situată în ecoregiunea boreală, aria protejată conține 2 habitate naturale: Taiga vestică, Pajiști alpine și boreale.
La baza desemnării sitului se află un număr nedeclarat de specii protejate.